# Tetramesa cyrenaica
Tetramesa cyrenaica is een vliesvleugelig insect uit de familie Eurytomidae. De wetenschappelijke naam is voor het eerst geldig gepubliceerd in 1921 door Masi.